# Pandanus raynalii
Espèce
Pandanus raynalii est une espèce de plantes de la famille des Pandanaceae.